# 이병옥 (조선귀족)
이병옥(李丙玉, 1913년 8월 27일 ~ 1989년 10월 20일)은 일제강점기의 조선귀족으로, 본적은 서울특별시 종로구 사직동이며 남작 이윤용의 손자이다.
1938년 10월 15일 자신의 할아버지였던 이윤용이 받은 남작 작위를 승계받았으며 1940년 11월 10일 일본 정부로부터 일본 기원 2600년 축전 기념장을 받았다. 1944년 3월 1일 일본 정부로부터 정5위에 서위되었으며 1944년 7월 조선총독부 촉탁으로 근무했다. 광복 이후인 1949년 7월 26일 반민족행위특별조사위원회에 송치되기도 했다.
친일파 708인 명단의 조선귀족 부문, 민족문제연구소의 친일인명사전 수록자 명단의 수작/습작 부문, 친일반민족행위진상규명위원회가 발표한 친일반민족행위 705인 명단에 포함되었다.

## 참고자료
- 친일반민족행위진상규명위원회 (2009). 〈이병옥〉. 《친일반민족행위진상규명 보고서 Ⅳ-12》. 서울. 893~896쪽.